# ژان دوستا
ژان دوستا (به فرانسوی: Jean d'Osta) نویسنده و مورخ قرن بیستم میلادی اهل بلژیک است.